# Auひかり
auひかり（エーユーひかり）は、KDDIによる光ファイバー（FTTH）網、およびNTT東西のダークファイバを用いたサービスを提供するブランドである。
KDDIの「光プラス」と東京電力の光ファイバー事業TEPCOひかりが統合し、「ひかりone」の名称でサービスが開始された。

## 概要
上下最大100Mbps、664Mbps（マンションプランのみ）、1Gbps、5Gbps、10Gbpsのインターネット接続サービスのほか、加入電話相当の品質・信頼性・機能を備えたIP電話サービス、多チャンネルテレビサービスを一本の光ファイバーで提供している。
高速光アクセスネットワークを複数に分岐するGE-PON、一部地域で10G-EPONを用い光ファイバーを直接宅内に引き込むホームタイプと、VDSL、G.fast、光ファイバー、イーサーネット等で提供するauひかりマンションがある。ホーム1ギガは2023年10月現在、大阪府、京都府、和歌山県、奈良県、滋賀県、兵庫県、三重県、愛知県、静岡県、岐阜県、沖縄県を除く全国で提供されている。auひかりマンションは全国で提供されている。
東京電力から引き継いだ光ファイバー網を中心に、南関東の一部地域等では自社の光ファイバーを持っているが、そうでない地域ではNTT東西のダークファイバを用いた「auひかり(s)」を提供している。
KDDIがPNJグループ（電力系通信事業者）の幹事会社ということもあり、三大都市圏で電力会社の100%子会社である中部テレコミュニケーション（KDDI・中部電力系列）のコミュファが存在する東海4県と、オプテージ（関西電力系列）のeo光が存在する近畿2府4県は「ホーム」の提供圏外である。その替わりにエリア内のauショップの店舗は、コミュファやeo光のホームプランのみではあるが、申し込み窓口の一部となっている。「マンション」については東海・近畿とも提供している。似たようなものとして四国地方は四国電力系でSTNetの『Pikara』、九州地方は九州電力系でQTnetの『BBIQ』の通信網を相互に使っているため、エリアに依存する。

## 沿革
初めにKDDIは2001年2月1日からインターネット接続サービスDIONのブロードバンドインターネットサービスとして、NTT東西地域会社が提供する「光・IP通信網サービス（仮称）」を利用した「光ファイバーコースwith「光・IP通信網（基本）」」の提供を開始。
次に「Bフレッツ」が本格サービスに移行したことに伴い試験サービスを終了し、「ブロードバンドDION」の一環として光ファイバーを用いた個人ユーザー向けの高速インターネット接続サービス「ブロードバンドDION "F"with「Bフレッツ」ファミリー」が始まり順次各サービスを提供。
そして2003年10月10日にKDDIが「光プラス」として、各主要都市をサービスエリアとする光ファイバー網を用いたサービスの提供を開始した。競合相手であるNTT東日本およびNTT西日本が提供するフレッツには全く歯が立たず、しかしながらかつ光ファイバー自体がNTTのものを借用していたために「NTTとの対抗」の意味が曖昧となっていた。
一方、自社で光ファイバー網を有していた東京電力はそれを生かしたサービスであるTEPCOひかりをグループ会社であった東京通信ネットワーク（後のパワードコムで、現在はKDDIとの合併により消滅）によって2002年3月6日に東京都の一部地域でサービスを開始した。しかしながら、グループ企業であるスピードネットやPHS事業を営んでいたアステルの失敗により東京電力は通信事業を縮小化していった。
2005年10月、KDDI、東京電力、パワードコムの3社が通信事業の統合化を行う発表を行い東京電力は光ファイバー網をそのままに光ファイバー通信事業をKDDIに譲渡することで通信事業から撤退しKDDIは関東地方において東京電力が持つ光ファイバー網を借用するというものであった。
2006年6月1日には統合サービスである「ひかりone」が開始され、2007年1月には旧来のTEPCOひかりユーザーもひかりoneに移行した。
2008年10月1日には従来の最大100Mbpsから10倍の最大1Gbpsの通信サービスの提供を開始し、料金プランの名称として「ギガ得プラン」を戸建て向けを対象に開始した。戸建て向けのサービスであるホームタイプでは関東地方に加え、NTTの回線を借用して北海道の一部地域でもサービスが提供されている。
2009年にはKDDIのauブランドの促進の一環として2010年1月1日よりサービス名称を「auひかり」に変更することを発表し、また同時期に宮城県と関東地方で唯一提供されてこなかった栃木県へ新たに展開することが発表された。
また、旧「光プラス」のホームタイプ及び旧「TEPCOひかり」の全ての回線サービスをそれぞれ2010年3月31日と2011年9月30日をもって終了すると発表された。これによって今後は光プラスのマンション系統を除き、ひかりoneになってから開始されたサービスのみで提供していくこととなる。
2010年1月1日より、名称が「ひかりone」から「auひかり」に変更された（ただし、旧TEPCOひかり系のサービスは、「ひかりone」の名称を残していた）。また、3月14日より沖縄セルラー電話が沖縄県内を対象にした「auひかり ちゅら」を開始した。
2010年4月1日からは、石川県での提供を開始した。
2012年、提供エリアが大幅に拡大された。
2014年7月9日、広告用のcmソングとして「don't eat together song」と言う謎の歌と良くない食べ合わせのキャラクターの広告をyoutubeで使いコメント欄が炎上するといったことがあった。その後、動画は非公開となった。
2018年3月1日、最大上下10Gbpsのサービスであるauひかり ホーム10ギガ・5ギガを受付開始した（関東の一部地域のみ）。
2018年11月1日、G.fastを使用し、下り最大664Mbps、上り最大166MbpsのauひかりマンションタイプGを開始した。既存の電話回線のメタル線を使用する。

## ネットサービス

### 料金プラン
auひかり ホームでは、通常のプランのほか、2年間の一括契約を条件に月額利用料を安価に抑えた「ギガ得プラン」を提供している。契約は2年毎に自動更新され、2年毎の更新以外のタイミングで契約を解除したりプランを変更する場合には、契約解除料4,460円（2022年6月30日までは10,450円）が必要となる。同様に3年間の契約で更に安くなる「ずっとギガ得プラン」では、更新期間以外での解約には4,730円（2022年6月30日までは16,500円）がかかる。なお、契約更新期間は契約(更新)時を1か月目として、「ギガ得プラン」では24～26か月目、「ずっとギガ得プラン」では36～38か月目となる。
auひかり マンションでは、「お得プラン」（G.fast）と「お得プランA」（G.fast以外）を提供していて、契約は2年毎に自動更新され、2年毎の更新以外のタイミングで契約を解除したりプランを変更する場合には、お得プランは契約解除料2,730円（2022年6月30日までは10,450円）が、お得プランAは契約解除料2,290円（2022年6月30日までは7,700円）が必要となる。お得プランでは月額料金が1,210円安くなる。お得プランAでは月額料金は変わらないが、月額440円のauひかり おうちトラブルサポート（鍵・水回り・ガラス・室内建具・電気設備・ガス設備での緊急トラブルに対応するサービス）が無償で付いてくる。
対応サービスプランを選択することでau携帯料金が安くなる「auスマートバリュー」を提供している。UQ mobileでは「自宅セット割」を提供している。

### 対応プロバイダ
2006年夏まではDION、@niftyの2社のみの受付となっていたが、その後、対応プロバイダーが増加し、2023年10月現在、au one net（旧DION）、@nifty、DTI、BIGLOBE、So-net、ASAHIネット、@T COM、コミュファnet、GMOとくとくBB、スマートライン、エディオンネットの11つのプロバイダーに対応している。ただし、プロバイダによっては、一部のマンションタイプに対応していなかったり、ホームタイプに対応していなかったり等、色々と異なる。
かつては、日本ネットワークイネイブラー株式会社（JPNE）を通じて柏崎インターネットサービス、群馬インターネット、楽天ブロードバンド、ビンゴネット、GMOインターネット、秩父インターネット、スマートラインに「auひかり(J)」を提供していて、現在は終了しているが、GMOとくとくBBとスマートラインは継続中である。

### サービスプラン
- auひかり（ひかりone）
  - auひかり ホーム1ギガ
  - auひかり ホーム10ギガ・5ギガ
  - ひかりoneホームN（2010年3月で終了）[34]
  - auひかりマンションタイプG - G.fastで下り最大664Mbps
  - auひかりマンションタイプV - VDSLで下り最大100Mbps
  - auひかりマンション都市機構 - UR賃貸住宅でVDSL
  - auひかりマンション都市機構G - UR賃貸住宅でG.fast
  - auひかりマンションタイプE - イーサネットで最大100Mbps
  - auひかりマンションタイプF - 光ファイバーで最大100Mbps
  - auひかりマンションギガ - 光ファイバーで最大1Gbps
  - auひかりマンションミニギガ - 光ファイバーで最大1Gbps
- 旧「TEPCOひかり」サービス（2011年9月30日サービス終了）[35]
  - ひかりoneホーム100 - 旧TEPCOひかりホームタイプ
  - ひかりone SOHO - 旧TEPCOひかりSOHOタイプ
  - ひかりoneマンションタイプV100 - 旧TEPCOひかりマンションタイプ VDSLプラン（100Mbps）
  - ひかりoneマンションタイプV57 - 旧TEPCOひかりマンションタイプ VDSLプラン（57Mbps）
  - ひかりoneマンションタイプ無線 - 旧TEPCOひかりマンションタイプ 5GHz無線プラン
  - ひかりoneマンションタイプE100 - 旧TEPCOひかりマンションタイプ イーサプラン
  - ひかりoneプレミアム - 旧TEPCOひかりプレミアムタイプ

TEPCOひかりからの引き継がれたプランでは、上下最大100Mbps占有型となっていたが、サービス終了。一部のマンションタイプ（旧 TEPCOひかり マンションタイプVDSLプラン）に関しては上下100/35Mbps占有、もしくは上下70/30Mbps占有の場合もあった。2008年10月1日より、従来のホームタイプの100Mbpsから1Gbpsに引き上げた「ギガ得プラン」を開始。

### auひかり ちゅら
沖縄セルラー電話が2010年3月14日から沖縄県で提供を開始。KDDIのauひかりと異なり、利用料金も含めてプロバイダ自体も固定されている。「ちゅらホーム」「ちゅらマンションギガ」「ちゅらマンションV」「ちゅらマンションG」の4つのプランがある。
沖縄通信ネットワーク（OTNet 沖縄セルラー電話・沖縄電力・KDDI系列の電力系通信事業者）の光回線を利用したサービスとなっているため、OTNet提供の同様のサービスであるひかりふるが2010年7月30日をもって新規申込受付を終了している。
その関係で、沖縄セルラー電話系列のauショップのほか、沖縄電力の営業所も申し込み窓口となっている。

## 機材

### ホームゲートウェイ
auひかりを使用するためには、KDDIからレンタルされるホームゲートウェイ（HGW）が必要となる。ホームゲートウェイにはルーターの機能も搭載されている。ホームゲートウェイのレンタル料金は利用料金に含まれ、購入することはできない。通常のPPPoE認証等は行われず、認証に必要な情報も通知されないため、それを市販品のルーターで代替することはできない。
ホームゲートウェイには無線LANアクセスポイント機能がある機種もあり、月額660円（2024年9月までは550円）の有償サービスとなっている。この機能を使わずに自前の無線LANルーターをホームゲートウェイと併用することも可能である。
Wi-Fiルーターのメッシュ中継機能を使用し、建物内のWi-Fiのエリアを広げる「おうちどこでもWi-Fi」を1台目は月額880円、2台目以降は月額440円で提供している。
2022年12月20日現在、以下のホームゲートウェイを提供している。
- auひかり ホーム10ギガ・5ギガはAterm BL3000HM。Wi-Fi 6E対応。有線LANは最大10Gbps。ONUを内蔵している。製造元はNECプラットフォームズ。[43]
- それ以外はHGW-BL1500HM。Wi-Fi 6対応。有線LANは1Gbps。ONUやモデムは非搭載。製造元はAskey Computer Corporation（ASUSのグループ企業）。[44]

どちらもUSBストレージ機能を内蔵していて、ホームゲートウェイにUSBストレージを接続するとネットワークアタッチトストレージ（NAS）として利用可能である。
下記は過去に提供されていたホームゲートウェイ。
- Aterm BL150HV。Wi-Fi非対応。有線LANは100Mbps。[46]
- Aterm BL170HV。Wi-Fi 3対応。有線LANは100Mbps。[47]
- Aterm BL172HV。Wi-Fi 3対応。有線LANは100Mbps。VDSLモデム内蔵。[48]
- Aterm BL190HW。Wi-Fi 3対応。有線LANは1Gbps。[49]
- Aterm BL900HW。Wi-Fi 4対応。有線LANは1Gbps。[50]
- Aterm BL902HW。Wi-Fi 4対応。有線LANは1Gbps。VDSLモデム内蔵。[51]
- Aterm BL1000HW。Wi-Fi 6対応。有線LANは最大10Gbps。[52]

### ONU・モデム
ホームゲートウェイの前に、ホームゲートウェイが内蔵していない場合は、光ファイバーの場合はONU、メタル回線（VDSLとG.fast）の場合はモデムが必要である。ホームゲートウェイと同じく、レンタル料金は利用料金に含まれ、購入することはできない。
かつてVDSLモデム一体型が存在した（Aterm BL172HV〈PA-BL172HV〉やAterm BL902HW〈PA-BL902HW〉等）が、ONU一体型のホームゲートウェイは長らく存在していなかったが、2022年10月3日以降の契約者には、契約によってはONU一体型のホームゲートウェイ（Aterm BL3000HM〈型番：PA-BL3000HM〉）が提供されている。

## 電話サービス
2003年8月、他社に先行して当時の光プラスマンションタイプでサービス開始。0AB〜J番号のIP電話サービスとなる。施設設置負担金（いわゆる電話加入権）が不要で、かつ基本使用料も月額550円と、NTT東日本・西日本の加入電話と比べると低廉である。NTT東日本・西日本のフレッツサービスのひかり電話などと競合する。
通話料においては固定電話宛の場合、日本全国市内通話並みの料金（8.8円/3分）で掛けられる。
マンションタイプの場合は、NTTのフレッツと異なり、電話サービスのみの申し込みが出来る。
ただし旧TEPCOひかりから引き継がれたプランの契約者には、IP電話サービスは提供されていなかった。

## テレビサービス
全46チャンネルの多チャンネルテレビサービス。月額550円のセットトップボックス（STB）のレンタルで利用可能。
契約は以下のジャンル単位の契約で、全6ジャンルで46チャネルある。料金は1～6ジャンルで、月額1628円～2728円。加えて、個別契約のプレミアムチャンネルもある。
- ムービー
- アニメ
- スポーツ
- エンタメ
- ドラマ
- ライフ

Android TVのセットトップボックスは、Android TVの機能として、Netflix、YouTube、Amazon Prime Videoなどの動画配信サービスが利用可能である。
セットトップボックスは以下のものがある。
- HD-STB。500GBのハードディスクを内蔵し、地上/BS/110度CSデジタル放送のチューナーも搭載。2010年6月2日提供開始、2011年9月30日にレンタルの新規受け付け終了、2016年10月31日にサービス終了。[59][60]
- ST1100R。USB外付けハードディスク利用、1チューナー。2011年6月1日提供開始、2018年1月10日に提供終了。[61][62]
- STW2000。Android TV 8。チューナー無し。2016年6月29日提供開始、2022年2月28日に提供終了。[63]
- STA3000。Android TV 9または10または12。チューナー無し。2020年4月7日提供開始。[64]

## その他のサービス
その他、以下のサービスを提供している。
- au HOME。[65]
- 安心ネットフィルター。月額209円。[66]
- かけつけ設定サポート。機材の設定などを有償で行う。[67]
- おうちトラブルサポート。鍵・水回り・ガラス・室内建具・電気設備・ガス設備での緊急トラブルに対応するサービス。月額440円。その他、ハウスクリーニングや家事代行などの、便利な暮らしのサポートサービスのお取次もある。[23]